# Thomas Fuchs (Bibliothekar)
Thomas Fuchs (* 12. November 1964 in Bruchsal) ist ein deutscher Bibliothekar und Historiker.

## Leben
Ab 1984 studierte er Geschichte und Evangelische Theologie in Heidelberg, München und Regensburg. Nach der Promotion 1993 zum Dr. phil. war er 1994/1995 wissenschaftlicher Angestellter bei der Max Weber-Gesamtausgabe. Von 1995 bis 1999 war er wissenschaftlicher Assistent am Historischen Institut der Universität Gießen. Von 1999 bis 2003 war er Projektleiter am Forschungszentrum Europäische Aufklärung in Potsdam. Nach der Habilitation 2001 im Fach Neuere Geschichte war er von 2003 bis 2005 Bibliotheksreferendar an der Gottfried Wilhelm Leibniz Bibliothek – Niedersächsische Landesbibliothek Hannover. Von 2006 bis 2007 war er Abteilungsleiter Druckschriften und Wissenschaftlicher Referent für die Kulturgeschichte der Frühen Neuzeit an der Forschungsbibliothek Gotha. Seit 2007 ist er Leiter des Bereiches Sondersammlungen und Digitalisierung der Universitätsbibliothek Leipzig. 2008 wurde er außerplanmäßiger Professor am Historischen Institut der Universität Potsdam. 2011 wurde er außerplanmäßiger Professor am Historischen Institut der Universität Leipzig.

## Schriften (Auswahl)
- Konfession und Gespräch. Typologie und Funktion der Religionsgespräche in der Reformationszeit. Köln 1995, ISBN 3-412-04895-X.
- Traditionsstiftung und Erinnerungspolitik. Geschichtsschreibung in Hessen in der Frühen Neuzeit. Kassel 2002, ISBN 3-925333-40-1.
- Geschichtsbewußtsein und Geschichtsschreibung zwischen Reformation und Aufklärung. Städtechroniken, Kirchenbücher und historische Befragungen in Hessen, 1500 bis 1800. Marburg 2006, ISBN 3-921254-88-4.
- Bibliothek und Militär. Militärische Büchersammlungen in Hannover vom 18. bis zum 20. Jahrhundert. Mit einem Katalog der Handschriften der ehemaligen Wehrbereichsbibliothek II in der Gottfried-Wilhelm-Leibniz-Bibliothek. Frankfurt am Main 2008, ISBN 3-465-03580-1.